# علي غل (ألاداغ)
علي غل (بالفارسية: علی‌گل) هي قرية تقع في إيران في قسم ألاداغ الريفي. يقدر عدد سكانها بـ 880 نسمة بحسب إحصاء 2016.